# Háj (přírodní rezervace)
Háj je přírodní rezervace nedaleko od obce Druztová v okrese Plzeň-sever. Přírodní rezervace byla vyhlášena v roce 1969.

## Důvod ochrany
Předmětem ochrany je přirozený smíšený porost (dubohabrový les) na skalnaté stráni nad Berounkou s výskytem lilie zlatohlavé (Lilium martagon).